# Patrick Maswanganyi
Patrick Maswanganyi, detto Tito (Tembisa, 4 aprile 1998), è un calciatore sudafricano, attaccante o centrocampista dell'Orlando Pirates e della nazionale sudafricana.

## Caratteristiche tecniche
Di ruolo trequartista, può ricoprire anche il ruolo di esterno o ala.

## Carriera

### Club
Ha iniziato a giocare a calcio nelle giovanili dello Stars of Africa, prima si trasferirsi in Portogallo per giocare nelle giovanili dell'Oliveirense e Académica.
Nel 2022 è tornato in Sudafrica e si è unito al SuperSport Utd in Premier Division.
Nel 2023 si trasferisce agli Orlando Pirates.

### Nazionale
Ha esordito con la nazionale sudafricana in un'amichevole contro l'Andorra il 21 marzo 2024. Il 15 novembre 2024, ha realizzato la sua prima rete nella partita vinta per 2-0 contro l'Uganda, valida per le qualificazioni alla Coppa delle nazioni africane 2025.

## Palmarès

### Club

#### Competizioni nazionali
- MTN 8: 2

Orlando Pirates: 2023, 2024
- Coppa del Sudafrica: 1

Orlando Pirates: 2023-2024

### Individuale
- Miglior giocatore della Coppa del Sudafrica: 1

2023-2024
- Giocatore della stagione della Premier Division: 1

2023-2024
- Centrocampista della stagione della Premier Division: 1

2023-2024